# Уласло II
Уласло II или Владислав II Ягелонски (на унгарски: II. Ulászló, на чешки: Vladislav Jagellonský, на полски: Władysław II Jagiellończyk, на хърватски: Vladislav Jagelović, на словашки: Vladislav Jagelovský; * 1456, † 1516) от род Ягелони, е крал на Бохемия (1471 – 1516) и крал на Унгария и Хърватия (1490 – 1516). Той е рицар на Ордена на Дракона.

## Живот
Син е на Кажимеж IV Ягелончик, велик княз на Литва и крал на Полша, и Елизабет фон Хабсбург.
Съгласно сключения в Пожони на 7 ноември 1491 година от името на Уласло II чрез унгарските сановници – Бакоц, епископ на Тамаш и магната Ищван Батори – мирен договор с крал Максимилиан и император Фридрих III са уговорени тежки условия за Унгария:
- отказ от австрийските владения и Виена;
- контрибуция от 100 хил. флорина;
- признание правата на наследник на Максимилиан за унгарската корона в случай на отсъствие при Уласло II на син.

На 7 март 1492 година, въпреки рязката опозиция на дворянството, държавното събрание приема Пожонския договор. Установяването на мир на западните граници е необходимо за ликвидиране на опасността от страна на Полша, откъдето на 21 юли 1490 година нахлуват войски на претендента за унгарската корона Ян Алберт. По късно те са разбити.
Периодът 1490 – 1526 години се явява нов етап на икономическо и политическо усилване позициите на феодалите.
Владислав умира на 13 март, 1516 година, и е погребан в Секешфехервар.

## Фамилия
Първи брак: с Барбара фон Бранденбург, дъщеря на Албрехт Ахилес и Анна Саксонска (1437–1512). Барбара остава дванадесетгодишна вдовица и се омъжва на 20 август 1476 г. per procurationem за Уласло. Заради войната тя не може да отиде при Уласло II. Те искат да се разведат. Тя обещава брак на рицар Конрад фон Хайдек и фамилията и я затваря в дворец Пласенбург, докато той се откаже. След пет години те се развеждат с папска була на Александър VI на 7 април 1500 г. След това няма сведения за Барбара, вероятно е останала в Пласенбург.
Втори брак: на 4 октомври 1490 г. с вдовицата на Матяш Корвин – Беатрис Неаполитанска, дъщеря на Феранте I Неаполитански.
Трети брак: на 29 септември 1502 с Анна де Фоа, която накрая му ражда две здрави законнородени деца:
- Анна Ягелонина (1503 – 1547)
- Лайош II (1506 – 1526)

На 22 юли 1515 г. във Виена в катедрала „Свети Стефан“ става двойна сватба на децата на крал Владислав – Лайош II и неговата сестра Анна Ягелонина с внуците на император Максимилиан I – австрийската принцеса Мария Хабсбург и принц Фердинанд – бъдещ император на Свещената Римска империя.